# Metaleptyphantes foulfouldei
Metaleptyphantes foulfouldei är en spindelart som beskrevs av Robert Bosmans 1986. Metaleptyphantes foulfouldei ingår i släktet Metaleptyphantes och familjen täckvävarspindlar.
Artens utbredningsområde är Kamerun. Inga underarter finns listade i Catalogue of Life.